# カンザスシティ国際空港

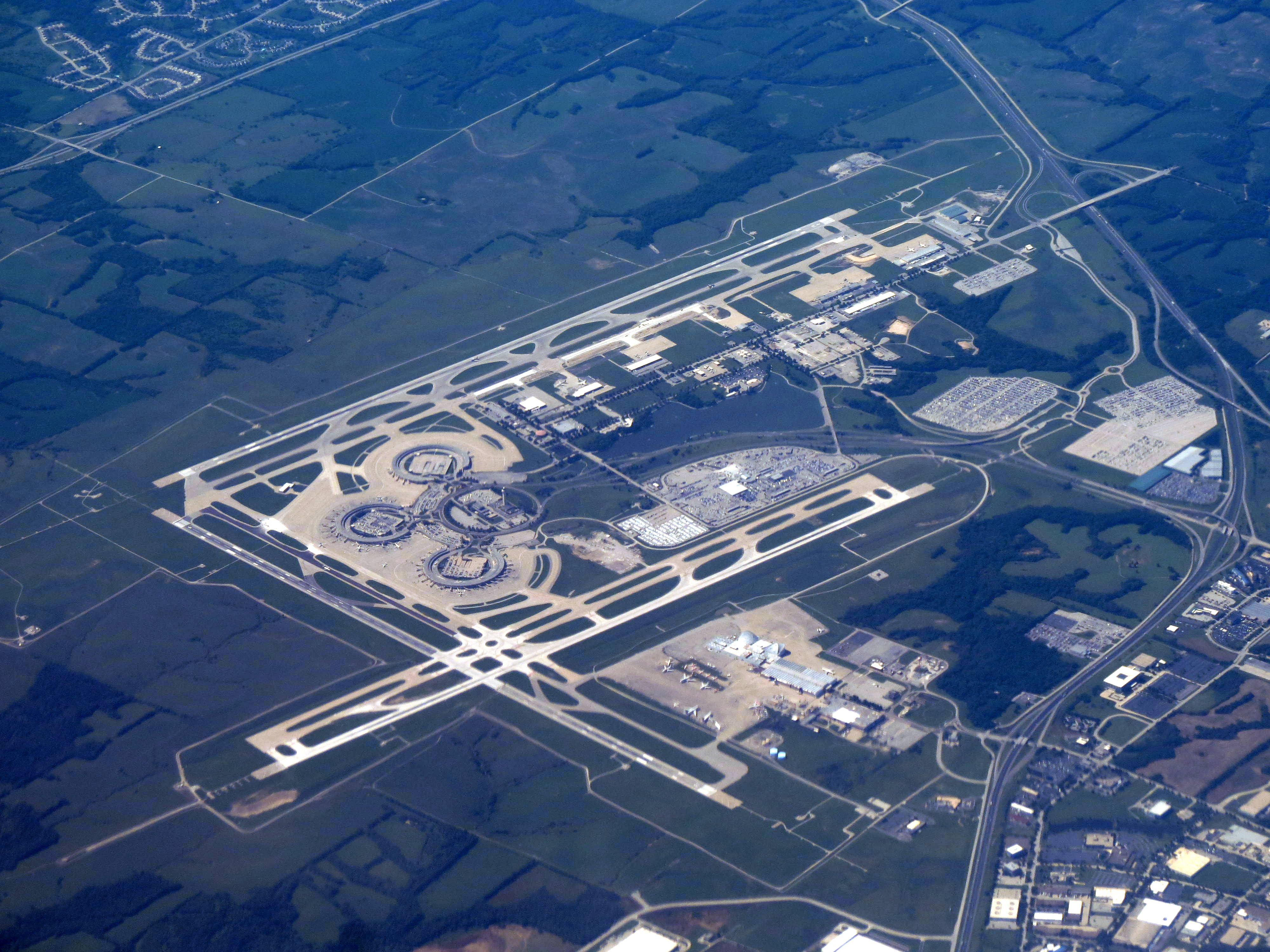
上空から

カンザスシティ国際空港（カンザスシティこくさいくうこう、Kansas City International Airport）はアメリカ合衆国ミズーリ州カンザスシティにある国際空港である。ダウンタウンの29Km北西に立地している。

## 概要
1972年に開港。3棟のターミナルビルは、車から飛行機までの人の動線を最小にするという設計思想の下で建設された。駐車場の周りにCの形をしたターミナルが配置され、利用者は搭乗口に直行するという仕組みだった。しかしながら、車の誘導やターミナル内の狭いスペースに問題があり、想定した処理能力を発揮できなかった。トランス・ワールド航空（TWA）はカンザスシティ国際空港を拠点とする予定だったが、断念しセントルイス・ランバート国際空港に変更した。
2019年の旅客数は1179万人でミズーリ州内ではセントルイス国際空港に次いで2番目だった。サウスウエスト航空が旅客の4割を占めた。
2019年、3棟のターミナルの内、A棟が閉鎖され解体工事が始まった。新ターミナルが建設される予定である。ターミナルは1棟に集約されることになっている 。

## 主な航空会社
- サウスウエスト航空
- アメリカン航空
- デルタ航空
- ユナイテッド航空
- アラスカ航空
- スピリット航空
- フロンティア航空
- アレジアント航空
- エア・カナダ

### 貨物
- アマゾン・エア
- フェデックス・エクスプレス
- UPS航空
- DHLアビエーション